# Tadżykistan na letnich igrzyskach olimpijskich
Tadżykistan wystartował we wszystkich letnich IO od igrzysk w Atlancie w 1996. Reprezentowany był przez 29 sportowców (21 mężczyzn i 8 kobiet).

## Klasyfikacja medalowa
| Igrzyska            | Złoto | Srebro | Brąz | Razem |
| ------------------- | ----- | ------ | ---- | ----- |
| 1996 Atlanta        | 0     | 0      | 0    | 0     |
| 2000 Sydney         | 0     | 0      | 0    | 0     |
| 2004 Ateny          | 0     | 0      | 0    | 0     |
| 2008 Pekin          | 0     | 1      | 1    | 2     |
| 2012 Londyn         | 0     | 0      | 1    | 1     |
| 2016 Rio de Janeiro | 1     | 0      | 0    | 1     |
| 2020 Tokio          | 0     | 0      | 0    | 0     |
| Razem               | 1     | 1      | 2    | 4     |

### Według dyscyplin
| Dyscyplina    | Złoto | Srebro | Brąz | Razem |
| ------------- | ----- | ------ | ---- | ----- |
| Lekkoatletyka | 1     | -      | -    | 1     |
| Judo          | -     | 1      | -    | 1     |
| Boks          | -     | -      | 1    | 1     |
| Zapasy        | -     | -      | 1    | 1     |
| Razem         | 1     | 1      | 2    | 4     |